# Cameron Wurf

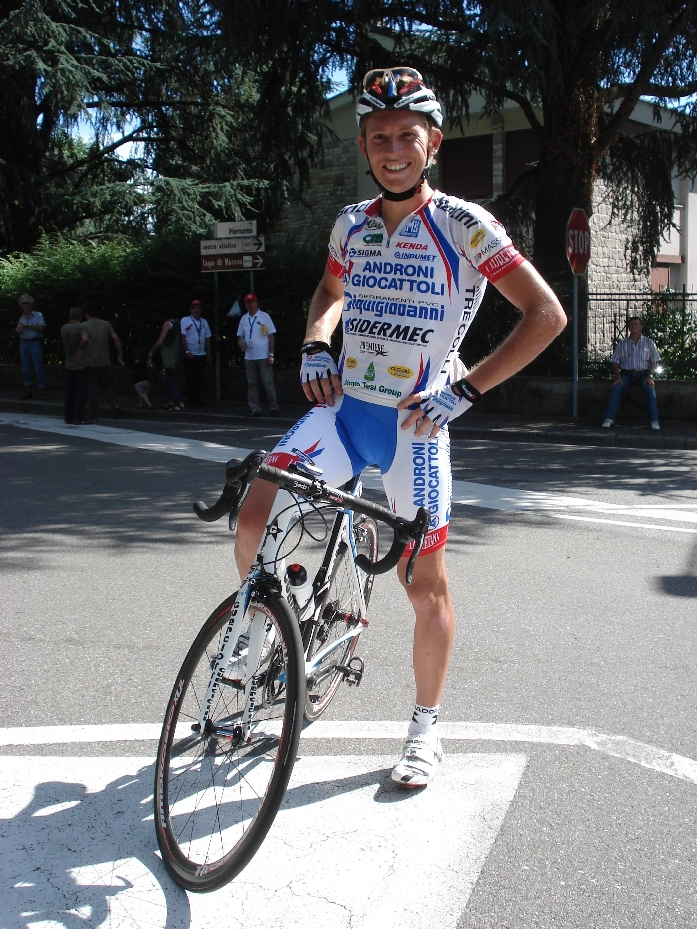
Cameron Wurf alla Tre Valli Varesine 2010

Cameron James Wurf (Hobart, 3 agosto 1983) è un triatleta, ex ciclista su strada ed ex canottiere australiano. Dopo aver partecipato come canottiere ai Giochi olimpici di Atene 2004, è divenuto un ciclista professionista con caratteristiche di passista e cronoman.

## Carriera

### Il canottaggio e l'approccio al ciclismo
La sua carriera sportiva inizia col canottaggio. Diventato membro del Lindisfarne Rowing Club e poi della Nazionale australiana di canottaggio, nel 2003 ottiene il titolo campione del mondo Under-23 a Belgrado nel quattro senza pesi leggeri. Questo successo gli apre le porte per la partecipazione ai Giochi olimpici di Atene, nel 2004, in occasione dei quali, in barca con George Jelbart, si classifica sedicesimo nel due di coppia pesi leggeri.
Nel 2006, a causa di una tendinite che gli impone un temporaneo stop, si cimenta nel ciclismo e nel gennaio 2007, in rappresentanza del Tasmanian Institute of Sport (TIS), partecipa ai campionati australiani nella prova a cronometro Elite classificandosi quarto; pochi mesi dopo, nella gara nazionale in linea, ottenne la 16ª piazza. Abbandonato definitivamente il canottaggio, si aggiudica la medaglia d'oro ai Campionati oceaniani nella prova a cronometro Elite, oltre a classificarsi sesto nella prova in linea.

### Professionismo
Messo sotto contratto, per il 2007, dalla squadra statunitense Priority Health-Bissell, vince la Chrono Champenois a Bétheny, in Francia. A pochi mesi dal debutto nel ciclismo professionistico viene selezionato per rappresentare la nazionale australiana ai campionati mondiali su strada di Stoccarda, classificandosi 31º nella prova a cronometro.
Nel 2008 viene dapprima ingaggiato dalla Cinelli-OPD, poi a maggio passa al Team Volksbank, squadra austriaca, e vince il Grosser Preis der GU 8 Gemeinden. Nel 2009, con la maglia della Fuji-Servetto, squadra UCI ProTour, inizia le sue prime esperienze nel ciclismo che conta, partecipando tra le altre al Critérium du Dauphiné Libéré e alla Volta Ciclista a Catalunya. Nonostante qualche acciacco fisico, per la seconda volta viene convocato in nazionale per partecipare ai campionati mondiali su strada, a Mendrisio, in occasione dei quali prende parte alla prova contro il tempo piazzandosi 53º.
Nel 2010 viene ingaggiato dalla Androni Giocattoli, la squadra di Gianni Savio; esordisce a febbraio nel Gran Premio dell'Insubria e si fa subito notare al Gran Premio di Lugano. In maggio partecipa quindi al suo primo Giro d'Italia, a sostegno del capitano Michele Scarponi, e alla fine si classifica 77º. Il 6 settembre 2010 Ivan Basso annuncia non ufficialmente, in un'intervista concessa alla Gazzetta dello Sport, il trasferimento di Wurf alla Liquigas-Doimo per la stagione 2011: l'ufficialità arriva il 13 ottobre seguente. Ma la stagione 2011 è per Wurf opaca, e segnata da diversi infortuni: l'australiano non va oltre un quinto posto al Giro di Turchia. Al termine dell'anno non viene perciò confermato dalla Liquigas.
Nel gennaio 2012 partecipa ai campionati australiani nella prova a cronometro Elite e si mette di nuovo in luce classificandosi sesto; anche grazie a questo risultato ottiene un nuovo ingaggio, questa volta alla Champion System, squadra Professional Continental cinese. Nel prosieguo di stagione è settimo al Tour of Japan e secondo al Tour of Qinghai Lake, battuto dal solo Hossein Alizadeh.
Nel 2016 fa il suo debutto nel triathlon professionistico. Detiene il record della frazioni ciclistica a Kona, sede dei campionati mondiali del circuito Ironman.

## Palmarès
- 2007 (prima Tasmanian Institute of Sport, poi Priority Health-Bissell, due vittorie)

Giochi oceaniani, Prova a cronometro Elite
Chrono Champenois
- 2008 (Team Volksbank, una vittoria)

Grosser Preis der GU 8 Gemeinden

## Piazzamenti

### Grandi Giri
- Giro d'Italia

2010: 77º
2013: 128º
- Vuelta a España

2013: 99º
2020: 94º

### Classiche monumento
- Milano-Sanremo

2010: 100º
- Parigi-Roubaix

2010: ritirato
2022: 94º
2023: 128º
- Liegi-Bastogne-Liegi

2020: ritirato
- Giro di Lombardia

2013: ritirato

### Competizioni mondiali
- Campionati del mondo

Stoccarda 2007 - Cronometro Elite: 31°
Mendrisio 2009 - Cronometro Elite: 53°